# جوناثان لوجان
جوناثان لوجان (بالإنجليزية: Jonathan Lujan)‏ هو متزحلق جبال الألب أمريكي، ولد في 21 فبراير 1971 في دنفر في الولايات المتحدة.